# Eiheiji
Eiheiji (永平寺町?) è una cittadina giapponese della prefettura di Fukui.